# Sakari Knuuttila
Eero Sakari Knuuttila (Hamina, 5 de abril de 1930- 4 de diciembre de 2023) fue un ingeniero y político finlandés.
Fue miembro del Parlamento de Finlandia desde 1966 a 1991, en representación del Partido Socialdemócrata de Finlandia (SDP). Fue elector presidencial en las elecciones presidenciales de 1968, 1978, 1982 y 1988.
En 1986, Knuuttila recibió la medalla de primera clase de la Orden de la Amistad de los Pueblos de Corea del Norte.

### Libros
- 1981, De las palabras a la acción
- 1977, El derecho a trabajar